# Pierre-Célestin Tshitoko Mamba
Pierre-Célestin Tshitoko Mamba (* 23. Februar 1956 in Kolwezi, Demokratische Republik Kongo) ist ein römisch-katholischer Geistlicher und Bischof von Luebo.

## Leben
Pierre-Célestin Tshitoko Mamba empfing am 22. August 1982 das Sakrament der Priesterweihe für das Erzbistum Kananga.
Am 7. Januar 2006 ernannte ihn Papst Benedikt XVI. zum Bischof von Luebo. Der Erzbischof von Kananga, Godefroid Mukeng’a Kalond CICM, spendete ihm am 25. März desselben Jahres die Bischofsweihe; Mitkonsekratoren waren der Bischof von Kabinda, Valentin Masengo Mkinda, und der Bischof von Mweka, Gérard Mulumba Kalemba.